# Гули (Брестская область)
Гули́ (бел. Гулi) — деревня в Брестском районе Брестской области Белоруссии, в 15 км к востоку от Бреста. Входит в состав Мухавецкого сельсовета.

## История
После Рижского мирного договора 1921 года — в составе гмины Радваничи Брестского повята Полесского воеводства Польши.
С 1939 года — в составе БССР.